# Himmel för två
Himmel för två är en låt med Anna Book skriven av Sven-Inge Sjöberg, Lennart Wastesson, Larry Forsberg och Camilla Läckberg.

## Diskvalificering i Melodifestivalen 2016
Låten skulle ha framförts av Anna Book i Melodifestivalen 2016, men blev diskvalificerad två dagar före tävlingen då det framkom att den hade varit publicerad på en publik plattform sedan två år tillbaka. Detta efter att låten skickats in till Moldaviens uttagning till Eurovision Song Contest 2014, där den tog sig vidare till en auditionrunda där den sedan åkte ut. Trots detta valde det moldaviska nationella TV-bolaget att publicera alla låtar som tagit sig vidare till audition och i och med detta omöjliggjorde det att låten skulle kunna ha tävlat något annat år än år 2014. Låten tog sig upp på Ituneslistans första plats två dagar efter diskningen. Anna Book erbjöds att framföra låten i Melodifestivalens första semifinal som ett pausnummer och valde att göra så.
Christer Björkman kommenterade det med att det var en "Dramatisk start på turnén, och tufft beslut men helt nödvändigt för det fanns överhuvud taget ingenting att göra åt det där. Har en låt varit offentligt spelad före tävlingsdatumet så är det ju så."
Två år senare, under Melodifestivalen 2018, uppdagades samma dag som deltävlingen att låten "Solen lever kvar hos dig" hade funnits tillgänglig under åtta år på Myspace och Youtube, men tävlingsledningen beslutade då att inte diskvalificera den låten.